# 맨드릴

만드릴 두개골, 남성

맨드릴은 긴꼬리원숭이과에 속하며 학명은 Mandrillus sphinx이다. 몸색깔이 화려하며 긴 팔, 눈, 큰 송곳니, 개와 비슷한 코가 있다. 수컷은 눈에 잘 띄는 색깔을 하고 있는데, 뺨은 푸른색이고 길고 평평한 코는 붉은색이며 엉덩이는 붉은색과 푸른색이 섞여 있다. 무리지어 살며 땅 위에서 활동하고, 숲 속을 돌아다니면서 과실과 다른 식물, 때로는 곤충을 먹기도 한다. 서아프리카 여러 지역에 산다. 맨드릴은 화려한 색을 가지고 있다. 흥분했을 때, 엉덩이의 푸른색이 강해진다. 천적은 표범 이다. 그러나 다 자란 수컷은 성질이 매우 사나워서 표범과도 대적할 정도 다.
디즈니의 만화영화인 《라이온킹》에 나오는 라피키로도 유명하다.

## 사진

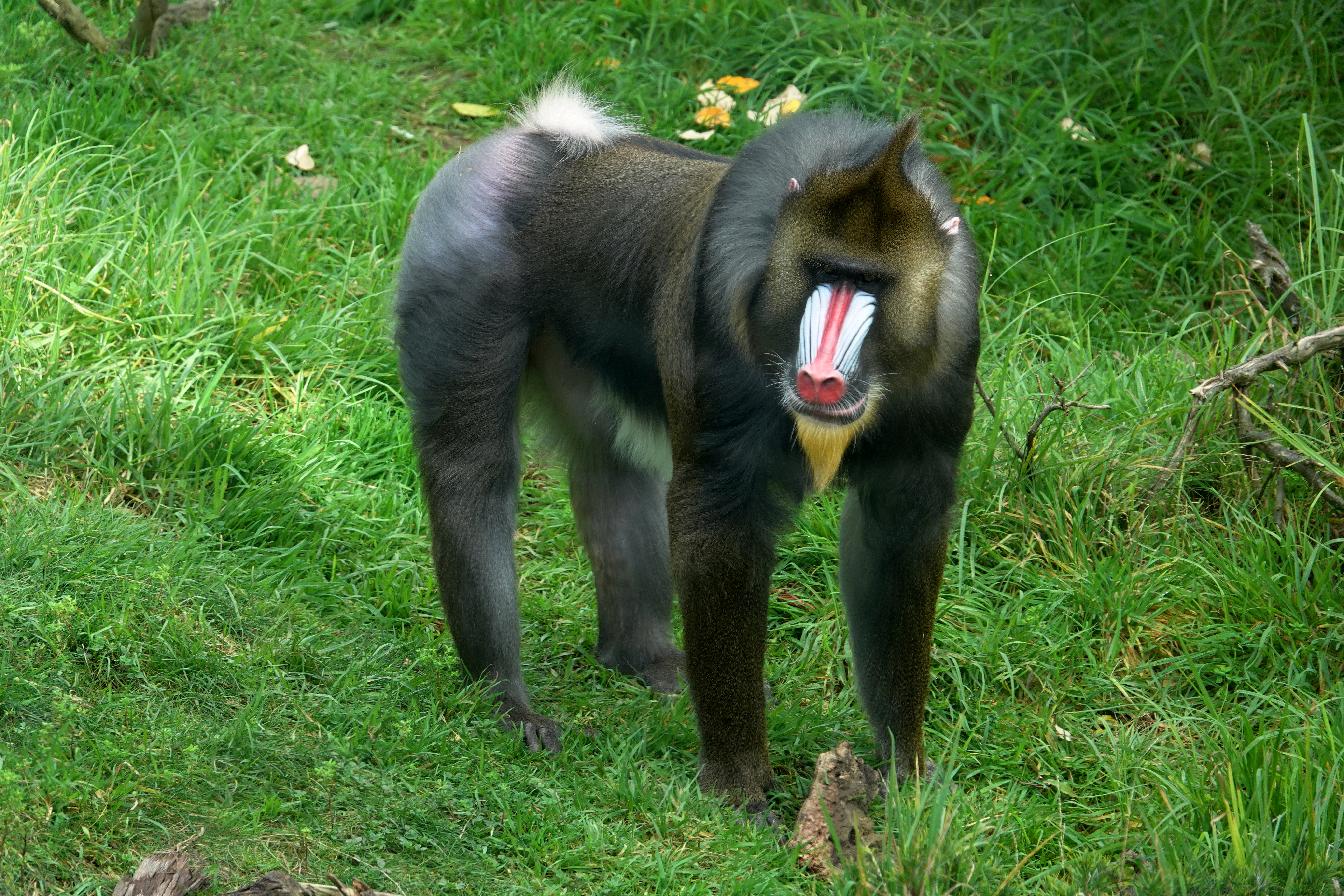
수컷
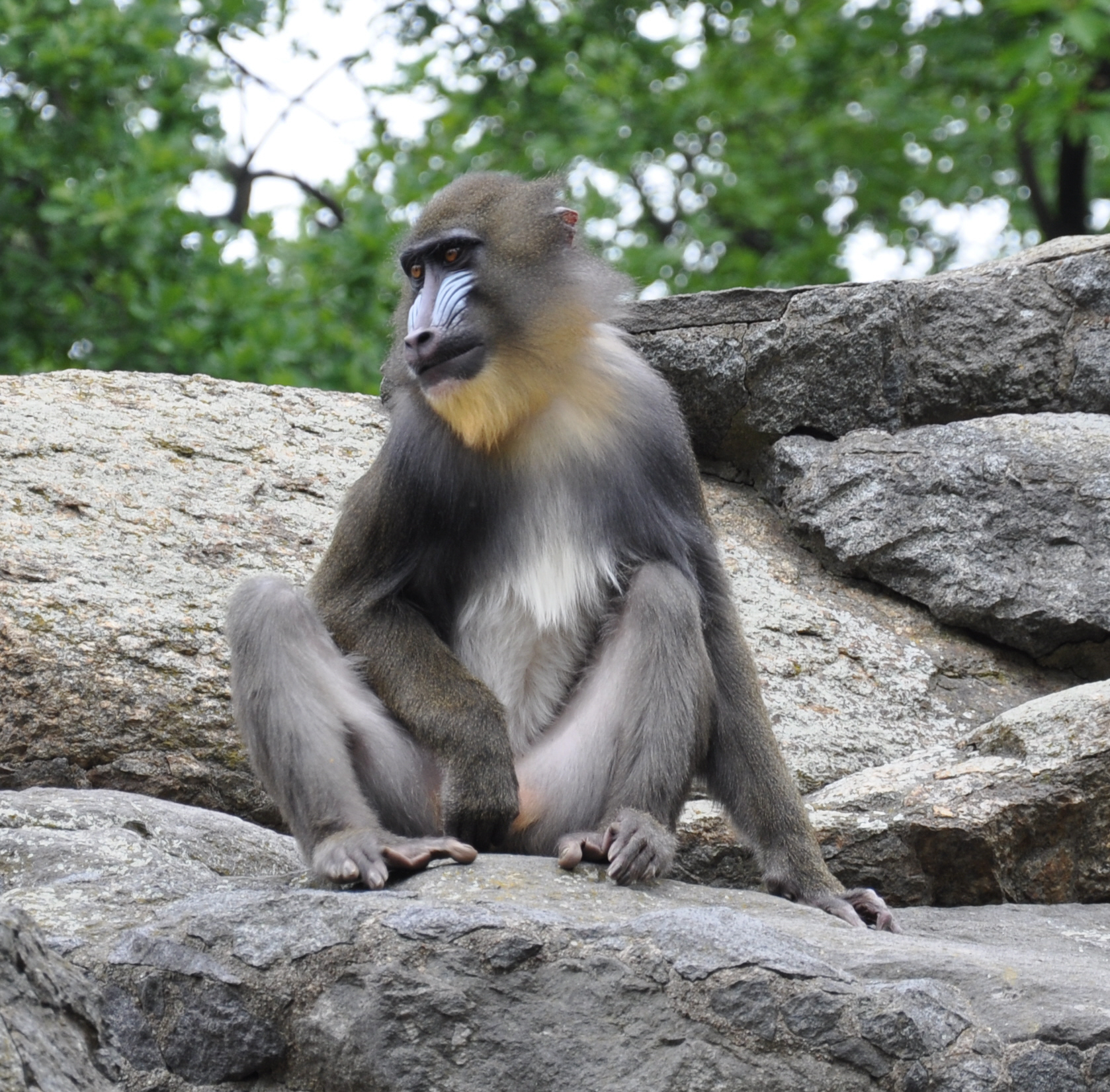
암컷